# 劉大直
劉大直（1502年—1553年），字養浩，號岷川，成都府華陽縣人，四川寧川衛軍籍，明朝政治人物。

## 生平
四川鄉試第二十三名舉人。嘉靖十四年（1535年）中式乙未科會試第一百三十三名，登第三甲第四十三名進士。授浙江台州府臨海縣知縣，嘉靖十八年二月擢取刑科给事中，历官工科右给事中，二十一年八月升工科左，二十二年五月升禮科都给事中，二十七年十一月升太僕寺少卿，二十九年十月升都察院右佥都御史，督理宣大屯牧，嘉靖三十一年九月，巡撫貴州，具文武才，立保甲法以止盗，延工师以教织，清屯田，练士卒，省驿递，甫六月卒，民罢市哭之。

## 家族
曾祖劉晟；祖父劉志宏；父劉佐，曾任壽官。母袁氏。具庆下。